# Metaphaenodiscus nemoralis
Metaphaenodiscus nemoralis är en stekelart som beskrevs av Mercet 1921. Metaphaenodiscus nemoralis ingår i släktet Metaphaenodiscus och familjen sköldlussteklar. Inga underarter finns listade i Catalogue of Life.